# بوب ليندمان
بوب ليندمان (بالإنجليزية: Bob Lindemann)‏ هو لاعب كرة قاعدة أمريكي، ولد في 5 يونيو 1881 في فيلادلفيا في الولايات المتحدة، وتوفي في 19 ديسمبر 1951 في ويليامسبورت في الولايات المتحدة.

## وصلات خارجية
- بوب ليندمان على موقعبيزبول رفرنس.كوم (الدوري الرئيسي) (الإنجليزية)
- بوب ليندمان على موقعبيزبول رفرنس.كوم (الدوري الثانوي) (الإنجليزية)